# РосНИИРОС
Российский научно-исследовательский институт развития общественных сетей (РосНИИРОС) — российский институт, осуществляющий свою деятельность в рамках двух основных направлений:
- развитие компьютерных сетей для организаций науки и образования,
- развитие базовых элементов инфраструктуры российского сегмента сети Интернет.

Английское наименование института — Russian Institute for Public Networks (RIPN).

## История
Учреждение было создано Государственным комитетом РСФСР по делам науки и высшей школы, Институтом атомной энергии (ИАЭ) им. И. В. Курчатова и Информационно-вычислительным центром ИАЭ им. И. В. Курчатова в 1992 году и зарегистрировано как некоммерческая организация.
До 2001 года являлся единственным регистратором доменных имён зоны .ru. В 2000 году, после начала создания в зоне .ru системы распределенной регистрации доменных имён, учредил регистратора RU-NIC (RU-CENTER) и с 2001 года прекратил заключение новых договоров на регистрацию доменов. Ранее заключённые договоры на регистрацию и поддержку доменов действовали до 1 января 2005 года, а для продолжения обслуживания доменов владельцы должны были в обязательном порядке передать их поддержку одному из аккредитованных регистраторов доменных имён.
В 2004 году некоммерческая организация стала автономной, преобразовавшись из Учреждения «Российский научно-исследовательский институт развития общественных сетей» в Автономную некоммерческую организацию «Российский научно-исследовательский институт развития общественных сетей» (АНО «РосНИИРОС»).
В связи с прекращением деятельности в качестве локального интернет-регистратора (LIR) АНО «РосНИИРОС» в конце 2018 года передала чешской компании Reliable Communications s.r.o. 490 тысяч IPv4-адресов, которые считаются дефицитными в связи с исчерпанием их пространства. В декабре 2019 года российские правоохранительные органы сочли это действие особо крупным мошенничеством и арестовали за это Алексея Солдатова, а регистратор RIPE NCC вернул адреса в российскую юрисдикцию.

## Проекты РосНИИРОС
- РосНИИРОС является оператором межведомственной Российской опорной сети (Russian Backbone Network, RBNet), обеспечивающей подключение к сети Интернет региональных научно-образовательных сетей. Подключение региональных сетей осуществляется через узлы сети RBNet, расположенные во всех федеральных округах России (как правило, 1—2 узла на каждый округ). Основные элементы сети RBNet были заложены в ходе реализации межведомственной программы «Создание национальной сети компьютерных телекоммуникаций для науки и высшей школы» в 1995—2001 годах.
- РосНИИРОС осуществляет развитие и поддержку Технического центра российского национального домена верхнего уровня .ru, включая реестр доменов второго уровня в домене .ru, системы регистрации и DNS. Всего в домене .ru зарегистрировано около 2,5 млн доменов второго уровня (по состоянию на ноябрь 2009 года)[обновить данные].
- РосНИИРОС выступил основателем точек обмена интернет-трафиком в Москве (MSK-IX), Санкт-Петербурге (SPB-IX), Ростове-на-Дону, Самаре, Екатеринбурге, Новосибирске и Владивостоке. С 2013 года управление MSK-IX и региональными точками обмена трафиком консолидировано в АО «Центр взаимодействия компьютерных сетей «MSK-IX». РосНИИРОС сохраняет стратегическое участие в проекте через 100% дочернюю организацию АНО «ЦВКС «МСК-IX».
- РосНИИРОС активно сотрудничает с Ассоциацией научных и учебных организаций — пользователей электронных сетей передачи данных — RELARN, обеспечивает создание для ассоциации RELARN некоммерческой научно-образовательной сети RELARN-IP, охватывающей, в основном, организации Москвы и Московской области.

### Бесплатная регистрация доменов
До 27 декабря 2010 года РосНИИРОС администрировал ряд доменов общего пользования и географических, предназначенных для регистрации субдоменов третьего уровня. 
Среди этих доменов были:
- .com.ru — рекомендуется для проектов коммерческого характера (с августа 2005 года по октябрь 2011 года регистрация не осуществлялась[5][6]);
- .net.ru — рекомендуется для проектов, связанных с развитием сети Интернет;
- .org.ru — рекомендуется для проектов некоммерческого характера;
- .pp.ru — рекомендуется для физических лиц;
- .msk.ru, .spb.ru и т.д. — рекомендуется для проектов с привязкой к географическому местоположению для Москвы, Санкт-Петербурга и ряда других городов и регионов.

Субдомены («домены третьего уровня», то есть типа имя.домен.ru) регистрировались бесплатно в соответствии с правилами использования соответствующего домена общего пользования. Регистрация доменов осуществлялась с помощью веб-формы для регистрации доменов.
С 27 декабря 2010 года институт передал все администрируемые домены третьего уровня на сопровождение RU-CENTER . Регистрация доменов осуществляется через веб-интерфейс RU-CENTER, но уже на платной основе.
С 2015 года данные домены обслуживаются единым реестром Flexireg, инфраструктура которого создана сотрудниками РосНИИРОС . Данный реестр обеспечивает распределённый доступ регистраторам к обслуживанию доменных имён. Таким образом, стала возможна регистрация доменов третьего уровня не только через RU-CENTER, но и через других регистраторов.